# Kompeitō

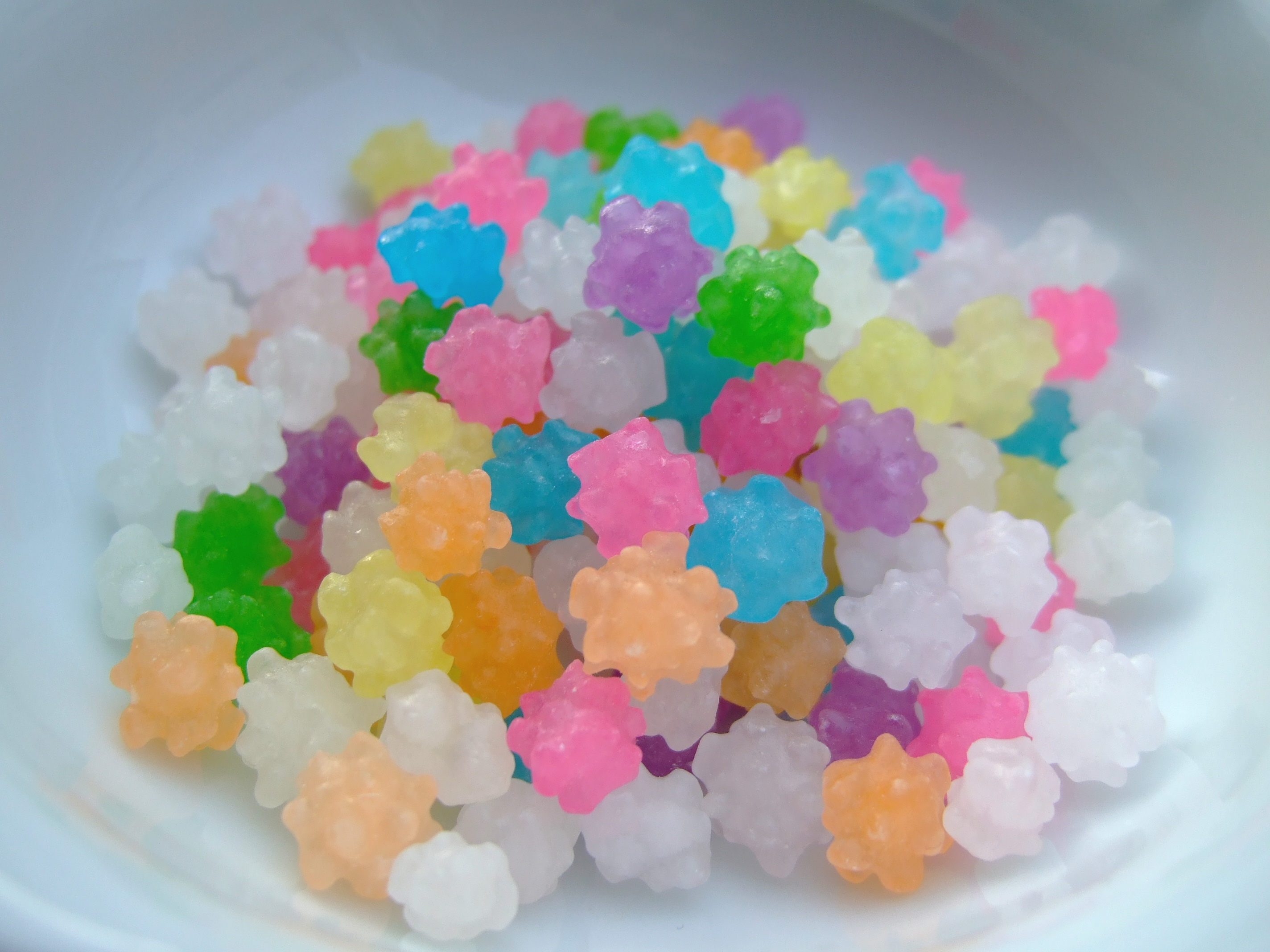
Konpeitō colorido.

kompeitō ou konpeito (Confeito) (em japonês:  金平糖, 金米糖, ou 金餅糖 em Kanji, ou こんぺいとう・コンペイトー) é um tipo de rebuçado, bala ou confeito japonês de origem portuguesa.

## História
A palavra konpeitō vem do português confeito, palavra utilizada para nomear pequenos doces de açúcar. Foi introduzido no Japão por comerciantes europeus entre os séculos XV e XVI, quando a tecnologia de refinação do açúcar ainda não havia sido estabelecida no Japão. Como os konpeitō necessitavam de muito açúcar, eram um doce muito raro e, por isso, caro. Em 1569, Luís Fróis, um missionário português, apresentou um frasco de konpeitō a Oda Nobunaga para obter permissão para o estabelecimento das missões cristãs.
No período Meiji, o konpeitō já se havia estabelecido culturalmente como padrão nos doces japonêses. A Fada de Açúcar de O quebranozes foi traduzida como konpeitō no sei (金平糖の精, ‘Fada de konpeitō’). Konpeitō é também a oferta padrão de boas-vindas oferecido às visitas pela família imperial japonesa. Neste caso não se chama kompeitō, mas sim bomboniēru (ボンボニエール). 

## Produção
Os konpeitō têm geralmente de 5 a 10mm de diâmetro. Cada doce está coberto de pequenas protuberâncias geradas no processo de cozedura. Leva de 7 a 10 dias a confeccionar konpeitō, o que ainda hoje é feito à mão, num processo de fabrico e um doce muito semelhante ao tradicionalmente usado em Portugal para as chamadas Amêndoas de Moncorvo ou das Noivas. O processo consiste cobrir de calda de açúcar um grande cilíndro giratório chamado dora. Este processo é um tópico da engenharia molecular, pois as protuberâncias não se formariam caso o cilíndro girasse mais rápido.